# Уччайхшравас
Уччайхшра́вас (санскр. उच्चैःश्रवस्, IAST: Uccaiḥṣravas, «навостряющий уши») — конь Индры в индуистской мифологии, царь всех лошадей. Это летающий белый конь с семью головами и белым хвостом. В Пуранах и «Махабхарате» описывается, как девы и асуры взялись однажды пахтать Молочный океан. В результате пахтанья появились нектар и яд. Яд был выпит Шивой, а из нектара возникло четырнадцать сокровищ, среди которых были такие животные, как Уччайхшравас и слон Айравата. Сначала Уччайхшравасом завладел предводитель асуров Бали, но позднее конь перешёл в собственность царя девов Индры. В индийском эпосе «Катхасаритсагара» Сомадевы, Уччайшравас наделён способностью воскрешать мёртвых. Согласно Е. Е. Кузьминой, «в этой роли коня слышны отголоски очень древних представлений, которые нашли своё выражение в обряде ашвамедхи, где убийство коня обеспечивает царю возрождение, физическую и духовную энергию, плодовитость». В «Бхагавад-гите как она есть» Кришна говорит, что «Среди скакунов Я — Уччайхшравас, появившийся на свет во время пахтанья океана».
Уччайхшравас фигурирует в логотипе компании звукозаписи Dark Horse Records, основанной бывшим участником The Beatles Джорджем Харрисоном в 1974 году.